# Passiflora semiciliosa
Passiflora semiciliosa är en passionsblomsväxtart som beskrevs av José Jéronimo Triana och Planch.. Passiflora semiciliosa ingår i släktet passionsblommor, och familjen passionsblomsväxter. Inga underarter finns listade i Catalogue of Life.